# 损背姬蜂属
损背姬蜂属（学名：Chrionota）是姬蜂科下的一个属。

## 下属物种
本属包括以下物种：
- 汤氏损背姬蜂 Chrionota townesi Uchida, 1957